# Бызов, Борис Васильевич
Борис Васильевич Бызов (29 июля [10 августа] 1880, Царское Село, Санкт-Петербургская губерния — 27 июня 1934, Ленинград) — русский химик, автор технологии получения синтетического каучука из нефтяного сырья.

## Биография
Родился в Царском Селе 29 июля (10 августа) 1880года.
Окончил Реформатское училище, в 1903 году — Петербургский университет. 
Некоторое время руководил лабораторией на заводе «Треугольник», где разработал способ получения синтетического каучука (бутадиена) гидролизом нефтяного сырья (1913). Лауреат премии Бутлерова (1911). Во время Первой мировой войны участвовал в работах по созданию противогазов.
С 1918 года — профессор аналитической химии 2-го Петроградского политехнического института, профессор физической химии Педагогического института, с 1923 года — заведующий кафедрой технологии каучука и резины в Ленинградском технологическом институте. В 1927—1934 годах принимал участие в составлении «Технической энциклопедии» под редакцией Л. К. Мартенса, автор статей по тематике «синтез каучука».
По странному стечению обстоятельств, вскоре после выхода первых советских заводов синтетического каучука на промышленный режим работы, в 1934 году скоропостижно скончались оба автора технологий получения этого продукта: 5 мая умер Сергей Лебедев, а через полтора месяца, 27 июня 1934 года — Борис Васильевич Бызов.

## Память
- в 1961 году в память о Б. В. Бызове была названа одна из улиц города Нижнекамска[4];
- в 1978 году на здании кафедры технологии резины Ленинградского технологического института была открыта мемориальная доска Б. В. Бызову[5].